# COBIT
Controle de Objetivos para Informação e Tecnologias Relacionadas (do inglês: Control Objectives for Information and Related Technologies) mais conhecido pela abreviação COBIT, é um guia ou conjunto de boas práticas (framework) sobre Governança de Tecnologia de Informação (GTI) empresarial, criado em 1996 pela ISACA (Associação de Auditoria e Controle de Sistemas de Informação), para gerenciamento dos recursos e ferramentas tecnológicas da empresa.
Possui uma série de recursos que servem como um modelo de referência para governança da TI e do negócio, incluindo um sumário executivo, um framework, objetivos de controle, mapas de auditoria, ferramentas para a sua implementação e principalmente, técnicas de gerenciamento. Especialistas em gestão e institutos independentes recomendam o uso do COBIT como meio para optimizar os investimentos em TI, melhorando o retorno sobre o investimento (ROI), fornecendo métricas para avaliação dos resultados (Key Performance Indicators KPI, Key Goal Indicators KGI e Critical Success Factors CSF).
O COBIT é independente das plataformas adotadas nas empresas, do tipo de negócio e da participação que a tecnologia da informação tem na cadeia produtiva da empresa.

## Histórico
A ISACA lançou o COBIT em 1996. Originalmente, um conjunto de objetivos de controle para ajudar a comunidade de auditoria financeira a lidar melhor com ambientes relacionados à TI. Era inicialmente denominado "Control Objectives for Information and Related Technologies", embora antes do lançamento do quadro as pessoas o chamassem de "CobiT" como "Control Objectives for IT" ou "Control Objectives for Information and Related Technology." O framework define um conjunto de processos genéricos para o gerenciamento de TI, com cada processo definido em conjunto com entradas e saídas do processo, key process-activities (KPAs), objetivos de processo, medidas de desempenho e um modelo de maturidade elementar. COBIT também fornece um conjunto de recomendadas boas práticas para o processo de governança e controle de sistemas de informação e tecnologia com a essência de alinhar a TI com o negócio. O COBIT 5 consolida COBIT 4.1, Val IT e Risk IT em uma única estrutura atuando como uma estrutura corporativa alinhada e interoperável com outros frameworks e padrões.
Percebendo valor na expansão desse mesmo framework além do domínio da auditoria, a ISACA lançou uma versão mais ampla, a 2 em 1998 e expandiu ainda mais, adicionando diretrizes de gerenciamento na versão 3 na década de 2000. O desenvolvimento de ambos os padrões [AS 8015]: Australian Standard for Corporate Governance of Information and Communication Technology em janeiro de 2005 e o padrão mais internacional ISO/IEC DIS 29382 (que logo se tornou ISO/IEC 38500 em janeiro de 2007) aumentaram a conscientização sobre a necessidade de mais componentes de governança em Tecnologias de Informação e Comunicação (TIC). Inevitavelmente a ISACA adicionou componentes/frameworks relacionados com as versões 4 e 4.1 em 2005 e 2007, respectivamente, "abordando os processos e responsabilidades de negócios relacionados à TI na criação de valor (Val IT) e gerenciamento de risco (Risk IT)."
O COBIT 5, liberado em 2012, é a atual versão do framework. Uma das principais alterações em relação ao COBIT 4.1 é a integração com outros conjuntos de boas práticas e metodologias, como padrões ISO, ITIL, dentre outros.
O COBIT 5 foi construído e integrado com base em 20 anos de desenvolvimento neste campo de atuação. Desde os seus primórdios, centrado na comunidade de auditoria de TI, o COBIT se tornou um framework de Governança e Gerenciamento de TI mais abrangente, compreensivo e aceito. O COBIT 5 foi adicionalmente complementado com os frameworks Val IT e Risk IT. Antes do COBIT 5, o Val IT endereçava processos de negócio e responsabilidades na criação de valor empresarial e o Risk IT fornecia uma visão de negócio holística sobre o gerenciamento de riscos. Agora, ambos estão incorporados ao COBIT 5.
Em abril de 2019, foi lançada a versão atual do COBIT, com a denominação COBIT 2019, onde uma das principais atualizações são as orientações que permitem a personalização da governança de TI, ou seja, as diretrizes estão mais livres, alinhadas de acordo com as demandas de cada organização.

## Framework e componentes
A orientação do COBIT aos negócios consiste em vincular metas comerciais à objetivos de TI, fornecendo métricas e modelos de maturidade para medir sua conquista e identificando as responsabilidades associadas dos proprietários de processos comerciais e de TI.
O foco do processo do COBIT é ilustrado por um modelo de processo que subdivide TI em 4 domínios (Planejar e Organizar, Adquirir e Implementar, Entregar e Suportar e Monitorar e Avaliar) e 34 processos em linha com as áreas de responsabilidade de planejar, construir, executar e monitorar. Está posicionado em um nível alto e foi alinhado e harmonizado com outros padrões de TI mais detalhados e boas práticas, tais como COSO, ITIL, BiSL, ISO 27000, CMMI, TOGAF e PMBOK. A metodologia COBIT atua integrando esses diferentes guias, resumindo os principais objetivos em um único 'framework guarda-chuva' que vincula os modelos de boas práticas com os requisitos de governança e negócios. O COBIT 5 consolidou e integrou os frameworks COBIT 4.1, Val IT 2.0 e Risk IT e atraiu o IT Assurance Framework da ISACA (ITAF) e o Business Model for Information Security (BMIS).
O framework e seus componentes podem, quando bem utilizados, também contribuir para garantir a conformidade regulamentar. Ele pode encorajar o menor gerenciamento de informações menos importantes, melhorar a fixação de cronogramas, aumentar a agilidade nos negócios e reduzir os custos, melhorando o cumprimento das normas de salvaguarda de dados e gerenciamento.
Os componentes COBIT incluem:
- Framework: organiza objetivos de Governança de TI e boas práticas por domínios e processos de TI e os conecta à requisitos de negócios;
- Descrição do processo: modelo de processo de referência e linguagem comum para todos na organização. Os processos mapeiam as áreas responsáveis por planejar, construir, executar e monitorar;
- Objetivos de controle: fornece um conjunto completo de requisitos de alto nível a serem considerados pelo gerenciamento para o controle efetivo de cada processo de TI;
- Diretrizes de gerenciamento: ajuda a atribuir responsabilidade, concordar com os objetivos, medir o desempenho e ilustrar a inter-relação com outros processos;
- Modelos de maturidade: avalia a maturidade e a capacidade por processo e ajuda a resolver lacunas.

## O cubo do Cobit
É o modelo que representa como os componentes se inter-relacionam:

cubo do COBIT

### Critérios de Informação ou Requisitos de Negócio
- Efetividade: informação relevante e pertinente para o processo de negócio, bem como entregue em tempo, de maneira correta, consistente e utilizável.

- Eficiência: entrega da informação através do melhor uso dos recursos, de forma mais produtiva e econômica.

- Confidencialidade: proteção das informações confidenciais a fim de se evitar sua divulgação indevida.
- Integridade: fidedignidade e totalidade da informação, bem como sua validade para o negócio.
- Disponibilidade: informação acessível e utilizável quando exigida pelo negócio. Também possui relação com a salvaguarda dos recursos necessários e sua capacidade.
- Conformidade: aderência a leis, regulamentos e obrigações contratuais relacionadas ao negócio.
- Confiabilidade: entrega da informação apropriada para tomada de decisão.

### Recursos de TI
- Aplicações: sistemas de informação usados na organização
- Infraestrutura: tecnologia utilizada, como os equipamentos, sistemas operacionais, redes de comunicação de dados que processam as aplicações
- Informações: são os dados em todas as suas formas utilizados nos sistemas de informação e usados pelos processos de negócios
- Pessoas: as pessoas requeridas para planejar, organizar, adquirir, entregar, dar suporte e monitorar os aplicativos, processos e serviços de TI

### Processos de TI
- Domínios
- Processos
- Atividades

## Versões

### Cobit 4.1

#### Estrutura
Cobit cobre 4 domínios, os quais possuem 34 processos, e estes processos possuem 210 objetivos de controle:
- Planejar e Organizar
- Adquirir e Implementar
- Entregar e Suportar
- Monitorar e Avaliar

Cada processo do Cobit deve descrever as seguintes características:
- Nome do processo
- Descrição do processo
  - Critérios de informação
  - Declaração genérica de ações
    - Indicadores de performance

  - Recursos de TI envolvidos
  - Objetivos de controle detalhados
  - Diretrizes de gerenciamento
    - Entradas
    - Saídas
    - Matrizes de responsabilidade
    - Objetivos e métricas

  - Modelo de maturidade

Tabela genérica de Objetivos de TI.
| Objetivos de TI | |
| 1               | Responder aos requerimentos de negócios de maneira alinhada com a estratégia de negócios.                                                  |
| 2               | Responder aos requerimentos de governança em linha com a Alta Direção.                                                                     |
| 3               | Assegurar a satisfação dos usuários. |
| 4               | Otimizar o uso da informação. |
| 5               | Criar agilidade para TI. |
| 6               | Definir como funções de negócios e requerimentos de controles são convertidos em soluções automatizadas efetivas e eficientes.             |
| 7               | Adquirir e manter sistemas aplicativos integrados e padronizados.                                                                          |
| 8               | Adquirir e manter uma infraestrutura de TI integrada e padronizada.                                                                        |
| 9               | Adquirir e manter habilidades de TI que atendam as estratégias de TI.                                                                      |
| 10              | Assegurar a satisfação mútua no relacionamento com terceiros.                                                                              |
| 11              | Assegurar a integração dos aplicativos com os processos de negócios.                                                                       |
| 12              | Assegurar a transparência e o entendimento dos custos, benefícios, estratégia, políticas e níveis de serviços de TI.                       |
| 13              | Assegurar apropriado uso e a performance das soluções de aplicativos e de tecnologia.                                                      |
| 14              | Responsabilizar e proteger todos os ativos de TI.                                                                                          |
| 15              | Otimizar a infraestrutura, recursos e capacidades de TI.                                                                                   |
| 16              | Reduzir os defeitos e retrabalhos na entrega de serviços e soluções.                                                                       |
| 17              | Proteger os resultados alcançados pelos objetivos de TI.                                                                                   |
| 18              | Estabelecer claramente os impactos para os negócios resultantes de riscos de objetivos e recursos de TI.                                   |
| 19              | Assegurar que informações confidenciais e críticas são protegidas daqueles que não deveriam ter acesso às mesmas.                          |
| 20              | Assegurar que transações automatizadas de negócios e trocas de informações podem ser confiáveis.                                           |
| 21              | Assegurar que os serviços e infraestrutura de TI podem resistir e recuperar-se de falhas devido a erros, ataques deliberados ou desastres. |
| 22              | Assegurar o mínimo impacto para os negócios no caso de uma parada ou mudança nos serviços de TI.                                           |
| 23              | Garantir que os serviços de TI fiquem disponíveis de acordo com o requerido.                                                               |
| 24              | Aprimorar a eficiência dos custos de TI e sua contribuição para a lucratividade dos negócios.                                              |
| 25              | Entregar projetos no tempo certo dentro do orçamento e com os padrões de qualidade esperados.                                              |
| 26              | Manter a integridade da informação e da infraestrutura de processamento.                                                                   |
| 27              | Assegurar a conformidade de TI com leis, regulamentos e contratos.                                                                         |
| 28              | Assegurar que a TI ofereça serviços de qualidade com custo eficiente, com contínuo aprimoramento e preparação para mudanças futuras.       |

#### Planejar e Organizar
O domínio de Planejamento e Organização cobre o uso de informação e tecnologia e como isso pode ser usado para que a empresa atinja seus objetivos e metas. Ele também salienta que a forma organizacional e a infraestrutura da TI devem ser consideradas para que se atinjam resultados ótimos e para que se gerem benefícios do seu uso. A tabela seguinte lista os processos de TI para o domínio do Planejamento e Organização.
| PO1  | Definir um Plano Estratégico de TI                        | 6 OCs  |
| PO2  | Definir a Arquitetura de Informação                       | 4 OCs  |
| PO3  | Determinar o Direcionamento Tecnológico                   | 5 OCs  |
| PO4  | Definir os Processos, Organização e Relacionamentos de TI | 15 OCs |
| PO5  | Gerenciar o Investimento em TI                            | 5 OCs  |
| PO6  | Comunicar as Diretrizes e Expectativas da Diretoria       | 5 OCs  |
| PO7  | Gerenciar os Recursos Humanos de TI                       | 8 OCs  |
| PO8  | Gerenciar a Qualidade                                     | 6 OCs  |
| PO9  | Avaliar e Gerenciar os Riscos de TI                       | 6 OCs  |
| PO10 | Gerenciar Projetos                                        | 14 OCs |

| Planejar e Organizar / Objetivos de TI | |
| PO1                                    | 1 Responder aos requerimentos de negócios de maneira alinhada com a estratégia de negócios.                                                   |
| PO1                                    | 2 Responder aos requerimentos de governança em linha com a Alta Direção.                                                                      |
| PO2                                    | 1 Responder aos requerimentos de negócios de maneira alinhada com a estratégia de negócios.                                                   |
| PO2                                    | 4 Otimizar o uso da informação. |
| PO2                                    | 5 Criar agilidade para TI. |
| PO2                                    | 11 Assegurar a integração dos aplicativos com os processos de negócios.                                                                       |
| PO3                                    | 7 Adquirir e manter sistemas aplicativos integrados e padronizados.                                                                           |
| PO3                                    | 15 Otimizar a infraestrutura, recursos e capacidades de TI.                                                                                   |
| PO4                                    | 1 Responder aos requerimentos de negócios de maneira alinhada com a estratégia de negócios.                                                   |
| PO4                                    | 2 Responder aos requerimentos de governança em linha com a Alta Direção.                                                                      |
| PO4                                    | 5 Criar agilidade para TI. |
| PO5                                    | 12 Assegurar a transparência e o entendimento dos custos, benefícios, estratégia, políticas e níveis de serviços de TI.                       |
| PO5                                    | 24 Aprimorar a eficiência dos custos de TI e sua contribuição para a lucratividade dos negócios.                                              |
| PO5                                    | 28 Assegurar que a TI ofereça serviços de qualidade com custo eficiente, com contínuo aprimoramento e preparação para mudanças futuras.       |
| PO6                                    | 12 Assegurar a transparência e o entendimento dos custos, benefícios, estratégia, políticas e níveis de serviços de TI.                       |
| PO6                                    | 13 Assegurar apropriado uso e a performance das soluções de aplicativos e de tecnologia.                                                      |
| PO6                                    | 19 Assegurar que informações confidenciais e críticas são protegidas daqueles que não deveriam ter acesso às mesmas.                          |
| PO6                                    | 20 Assegurar que transações automatizadas de negócios e trocas de informações podem ser confiáveis.                                           |
| PO6                                    | 21 Assegurar que os serviços e infraestrutura de TI podem resistir e recuperar-se de falhas devido a erros, ataques deliberados ou desastres. |
| PO6                                    | 22 Assegurar o mínimo impacto para os negócios no caso de uma parada ou mudança nos serviços de TI.                                           |
| PO7                                    | 5 Criar agilidade para TI. |
| PO7                                    | 9 Adquirir e manter habilidades de TI que atendam as estratégias de TI.                                                                       |
| PO8                                    | 3 Assegurar a satisfação dos usuários. |
| PO8                                    | 16 Reduzir os defeitos e retrabalhos na entrega de serviços e soluções.                                                                       |
| PO8                                    | 25 Entregar projetos no tempo certo dentro do orçamento e com os padrões de qualidade esperados.                                              |
| PO9                                    | 14 Responsabilizar e proteger todos os ativos de TI.                                                                                          |
| PO9                                    | 17 Proteger os resultados alcançados pelos objetivos de TI.                                                                                   |
| PO9                                    | 18 Estabelecer claramente os impactos para os negócios resultantes de riscos de objetivos e recursos de TI.                                   |
| PO10                                   | 1 Responder aos requerimentos de negócios de maneira alinhada com a estratégia de negócios.                                                   |
| PO10                                   | 2 Responder aos requerimentos de governança em linha com a Alta Direção.                                                                      |
| PO10                                   | 25 Entregar projetos no tempo certo dentro do orçamento e com os padrões de qualidade esperados.                                              |

Este domínio ajuda a responder as seguintes questões:
- As estratégias de TI e de negócios estão alinhadas?
- A empresa está obtendo um ótimo uso dos seus recursos?
- Todos na organização entendem os objetivos de TI?
- Os riscos de TI são entendidos e estão sendo gerenciados?
- A qualidade dos sistemas de TI é adequada às necessidades de negócios?

#### Adquirir e Implementar
Para executar a estratégia de TI, as soluções de TI precisam ser identificadas, desenvolvidas ou adquiridas, implementadas e integradas ao processo de negócios. Além disso, alterações e manutenções nos sistemas existentes são cobertas por esse domínio para
assegurar que as soluções continuem a atender aos objetivos de negócios. Este domínio tipicamente trata das seguintes questões de
gerenciamento:
- Os novos projetos fornecerão soluções que atendam às necessidades de negócios?
- Os novos projetos serão entregues no tempo e orçamento previstos?
- Os novos sistemas ocorrerão apropriadamente quando implementado?
- As alterações ocorrerão sem afetar as operações de negócios atuais?

| AI1 | Identificar Soluções                           | 4 OCs |
| AI2 | Adquirir e Manter Software Aplicativo          | 10 OC |
| AI3 | Adquirir e Manter Infraestrutura de Tecnologia | 4 OC  |
| AI4 | Habilitar Operação e Uso                       | 4 OC  |
| AI5 | Adquirir Recursos de TI                        | 4 OC  |
| AI6 | Gerenciar Mudanças                             | 5 OC  |
| AI7 | Instalar e Homologar Soluções e Mudanças       | 9 OC  |

| Adquirir e Implementar / Objetivos de TI |    | |
| AI1                                      | 6  | Definir como funções de negócios e requerimentos de controles são convertidos em soluções automatizadas efetivas e eficientes.             |
| AI1                                      | 1  | Responder aos requerimentos de negócios de maneira alinhada com a estratégia de negócios.                                                  |
| AI2                                      | 6  | Definir como funções de negócios e requerimentos de controles são convertidos em soluções automatizadas efetivas e eficientes.             |
| AI2                                      | 7  | Adquirir e manter sistemas aplicativos integrados e padronizados.                                                                          |
| AI3                                      | 7  | Adquirir e manter sistemas aplicativos integrados e padronizados.                                                                          |
| AI3                                      | 5  | Criar agilidade para TI. |
| AI3                                      | 15 | Otimizar a infraestrutura, recursos e capacidades de TI.                                                                                   |
| AI4                                      | 13 | Assegurar apropriado uso e a performance das soluções de aplicativos e de tecnologia.                                                      |
| AI4                                      | 16 | Reduzir os defeitos e retrabalhos na entrega de serviços e soluções.                                                                       |
| AI4                                      | 3  | Assegurar a satisfação dos usuários. |
| AI4                                      | 11 | Assegurar a integração dos aplicativos com os processos de negócios.                                                                       |
| AI5                                      | 7  | Adquirir e manter sistemas aplicativos integrados e padronizados.                                                                          |
| AI5                                      | 8  | Adquirir e manter uma infraestrutura de TI integrada e padronizada.                                                                        |
| AI5                                      | 9  | Adquirir e manter habilidades de TI que atendam as estratégias de TI.                                                                      |
| AI6                                      | 1  | Responder aos requerimentos de negócios de maneira alinhada com a estratégia de negócios.                                                  |
| AI6                                      | 16 | Reduzir os defeitos e retrabalhos na entrega de serviços e soluções.                                                                       |
| AI6                                      | 22 | Assegurar o mínimo impacto para os negócios no caso de uma parada ou mudança nos serviços de TI.                                           |
| AI6                                      | 6  | Definir como funções de negócios e requerimentos de controles são convertidos em soluções automatizadas efetivas e eficientes.             |
| AI6                                      | 26 | Manter a integridade da informação e da infraestrutura de processamento.                                                                   |
| AI7                                      | 20 | Assegurar que transações automatizadas de negócios e trocas de informações podem ser confiáveis.                                           |
| AI7                                      | 16 | Reduzir os defeitos e retrabalhos na entrega de serviços e soluções.                                                                       |
| AI7                                      | 1  | Responder aos requerimentos de negócios de maneira alinhada com a estratégia de negócios.                                                  |
| AI7                                      | 11 | Assegurar a integração dos aplicativos com os processos de negócios.                                                                       |
| AI7                                      | 13 | Assegurar apropriado uso e a performance das soluções de aplicativos e de tecnologia.                                                      |
| AI7                                      | 21 | Assegurar que os serviços e infraestrutura de TI podem resistir e recuperar-se de falhas devido a erros, ataques deliberados ou desastres. |

#### Entregar e Suportar
O domínio Entregar e Suportar foca aspectos de entrega de tecnologia da informação. Cobre a execução de aplicações dentro do sistema de TI e seus resultados, assim como os processos de suporte que permitem a execução de forma eficiente e efetiva. Esses processos de suporte também incluem questões de segurança e treinamento. A seguir, a tabela com os processos de TI desse domínio.
| DS1  | Definir e Gerenciar Níveis de Serviço          | 6 OC  |
| DS2  | Gerenciar Serviços de Terceiros                | 4 OC  |
| DS3  | Gerenciar Capacidade e Desempenho              | 5 OC  |
| DS4  | Assegurar Continuidade de Serviços             | 10 OC |
| DS5  | Assegurar a Segurança dos Serviços             | 11 OC |
| DS6  | Identificar e Alocar Custos                    | 4 OC  |
| DS7  | Educar e Treinar Usuários                      | 3 OC  |
| DS8  | Gerenciar a Central de Serviço e os Incidentes | 5 OC  |
| DS9  | Gerenciar a Configuração                       | 3 OC  |
| DS10 | Gerenciar os Problemas                         | 4 OC  |
| DS11 | Gerenciar os Dados                             | 6 OC  |
| DS12 | Gerenciar o Ambiente Físico                    | 5 OC  |
| DS13 | Gerenciar as Operações                         | 5 OC  |

| Entregar e Suportar / Objetivos de TI |    | |
| DS1                                   | 3  | Assegurar a satisfação dos usuários. |
| DS1                                   | 1  | Responder aos requerimentos de negócios de maneira alinhada com a estratégia de negócios.                                                  |
| DS1                                   | 12 | Assegurar a transparência e o entendimento dos custos, benefícios, estratégia, políticas e níveis de serviços de TI.                       |
| DS2                                   | 10 | Assegurar a satisfação mútua no relacionamento com terceiros.                                                                              |
| DS2                                   | 3  | Assegurar a satisfação dos usuários. |
| DS2                                   | 12 | Assegurar a transparência e o entendimento dos custos, benefícios, estratégia, políticas e níveis de serviços de TI.                       |
| DS3                                   | 1  | Responder aos requerimentos de negócios de maneira alinhada com a estratégia de negócios.                                                  |
| DS3                                   | 23 | Garantir que os serviços de TI fiquem disponíveis de acordo com o requerido.                                                               |
| DS3                                   | 15 | Otimizar a infraestrutura, recursos e capacidades de TI.                                                                                   |
| DS4                                   | 23 | Garantir que os serviços de TI fiquem disponíveis de acordo com o requerido.                                                               |
| DS4                                   | 22 | Assegurar o mínimo impacto para os negócios no caso de uma parada ou mudança nos serviços de TI.                                           |
| DS4                                   | 21 | Assegurar que os serviços e infraestrutura de TI podem resistir e recuperar-se de falhas devido a erros, ataques deliberados ou desastres. |
| DS5                                   | 19 | Assegurar que informações confidenciais e críticas são protegidas daqueles que não deveriam ter acesso às mesmas.                          |
| DS5                                   | 20 | Assegurar que transações automatizadas de negócios e trocas de informações podem ser confiáveis.                                           |
| DS5                                   | 26 | Manter a integridade da informação e da infraestrutura de processamento.                                                                   |
| DS5                                   | 14 | Responsabilizar e proteger todos os ativos de TI.                                                                                          |
| DS5                                   | 21 | Assegurar que os serviços e infraestrutura de TI podem resistir e recuperar-se de falhas devido a erros, ataques deliberados ou desastres. |
| DS6                                   | 12 | Assegurar a transparência e o entendimento dos custos, benefícios, estratégia, políticas e níveis de serviços de TI.                       |
| DS6                                   | 24 | Aprimorar a eficiência dos custos de TI e sua contribuição para a lucratividade dos negócios.                                              |
| DS6                                   | 28 | Assegurar que a TI ofereça serviços de qualidade com custo eficiente, com contínuo aprimoramento e preparação para mudanças futuras.       |
| DS7                                   | 3  | Assegurar a satisfação dos usuários. |
| DS7                                   | 13 | Assegurar apropriado uso e a performance das soluções de aplicativos e de tecnologia.                                                      |
| DS7                                   | 15 | Otimizar a infraestrutura, recursos e capacidades de TI.                                                                                   |
| DS8                                   | 3  | Assegurar a satisfação dos usuários. |
| DS8                                   | 13 | Assegurar apropriado uso e a performance das soluções de aplicativos e de tecnologia.                                                      |
| DS8                                   | 23 | Garantir que os serviços de TI fiquem disponíveis de acordo com o requerido.                                                               |
| DS9                                   | 15 | Otimizar a infraestrutura, recursos e capacidades de TI.                                                                                   |
| DS9                                   | 14 | Responsabilizar e proteger todos os ativos de TI.                                                                                          |
| DS10                                  | 3  | Assegurar a satisfação dos usuários. |
| DS10                                  | 16 | Reduzir os defeitos e retrabalhos na entrega de serviços e soluções.                                                                       |
| DS10                                  | 17 | Garantir o atingimento dos objetivos de TI.                                                                                                |
| DS11                                  | 4  | Otimizar o uso da informação. |
| DS11                                  | 19 | Assegurar que informações confidenciais e críticas são protegidas daqueles que não deveriam ter acesso às mesmas.                          |
| DS11                                  | 27 | Assegurar a conformidade de TI com leis, regulamentos e contratos.                                                                         |
| DS12                                  | 21 | Assegurar que os serviços e infraestrutura de TI podem resistir e recuperar-se de falhas devido a erros, ataques deliberados ou desastres. |
| DS12                                  | 19 | Assegurar que informações confidenciais e críticas são protegidas daqueles que não deveriam ter acesso às mesmas.                          |
| DS12                                  | 22 | Assegurar o mínimo impacto para os negócios no caso de uma parada ou mudança nos serviços de TI.                                           |
| DS12                                  | 14 | Responsabilizar e proteger todos os ativos de TI.                                                                                          |
| DS13                                  | 21 | Assegurar que os serviços e infraestrutura de TI podem resistir e recuperar-se de falhas devido a erros, ataques deliberados ou desastres. |
| DS13                                  | 3  | Assegurar a satisfação dos usuários. |
| DS13                                  | 23 | Garantir que os serviços de TI fiquem disponíveis de acordo com o requerido.                                                               |

#### Monitorar e Avaliar
O domínio de Monitorar e Avaliar lida com a estimativa estratégica das necessidades da companhia e avalia se o atual sistema de TI atinge os objetivos para os quais ele foi especificado e controla os requisitos para atender objetivos regulatórios. Ele também cobre as questões de estimativa, independentemente da efetividade do sistema de TI e sua capacidade de atingir os objetivos de negócio, controlando os processos internos da companhia através de auditores internos e externos.
| ME1 | Monitorar e Avaliar o Desempenho                 | 6 OC |
| ME2 | Monitorar e Avaliar os Controles Internos        | 7 OC |
| ME3 | Assegurar a Conformidade com Requisitos Externos | 5 OC |
| ME4 | Prover a Governança de TI                        | 7 OC |

| Monitorar e Avaliar / Objetivos de TI |    | |
| ME1                                   | 2  | Responder aos requerimentos de governança em linha com a Alta Direção.                                                                     |
| ME1                                   | 1  | Responder aos requerimentos de negócios de maneira alinhada com a estratégia de negócios.                                                  |
| ME1                                   | 28 | Assegurar que a TI ofereça serviços de qualidade com custo eficiente, com contínuo aprimoramento e preparação para mudanças futuras.       |
| ME1                                   | 12 | Assegurar a transparência e o entendimento dos custos, benefícios, estratégia, políticas e níveis de serviços de TI.                       |
| ME2                                   | 21 | Assegurar que os serviços e infraestrutura de TI podem resistir e recuperar-se de falhas devido a erros, ataques deliberados ou desastres. |
| ME2                                   | 17 | Garantir o atingimento dos objetivos de TI.                                                                                                |
| ME2                                   | 27 | Assegurar a conformidade de TI com leis, regulamentos e contratos.                                                                         |
| ME2                                   | 14 | Responsabilizar e proteger todos os ativos de TI.                                                                                          |
| ME3                                   | 27 | Assegurar a conformidade de TI com leis, regulamentos e contratos.                                                                         |
| ME4                                   | 2  | Responder aos requerimentos de governança em linha com a Alta Direção.                                                                     |
| ME4                                   | 12 | Assegurar a transparência e o entendimento dos custos, benefícios, estratégia, políticas e níveis de serviços de TI.                       |
| ME4                                   | 27 | Assegurar a conformidade de TI com leis, regulamentos e contratos.                                                                         |
| ME4                                   | 28 | Assegurar que a TI ofereça serviços de qualidade com custo eficiente, com contínuo aprimoramento e preparação para mudanças futuras.       |

### COBIT 5
O COBIT 5 foi construído e integrado com base em 20 anos de desenvolvimento neste campo de atuação. Desde os seus primórdios, centrado na comunidade de auditoria de TI, o COBIT se tornou um framework de Governança e Gerenciamento de TI mais abrangente, compreensivo e aceito. O COBIT 5 foi adicionalmente complementado com os frameworks Val IT e Risk IT. Antes do COBIT 5, o Val IT endereçava processos de negócio e responsabilidades na criação de valor empresarial e o Risk IT fornecia uma visão de negócio holística sobre o gerenciamento de riscos. Agora, ambos estão incorporados ao COBIT 5.O framework COBIT 5 é construído em torno de cinco princípios fundamentais.

#### 5 princípios básicos
O modelo do COBIT 5 baseia-se em cinco princípios básicos, que são cobertos [4] detalhadamente e incluem ampla orientação sobre os habilitadores de governança e gestão de TI da organização.
A família de produtos COBIT 5 é formada pelos seguintes produtos:
COBIT 5 Habilitador Processos
COBIT 5 Habilitador Informações
Guias profissionais do COBIT 5, que incluem:
COBIT 5 Implementação
COBIT 5 para Segurança da Informação
COBIT 5 para Risco
COBIT 5 para Garantia (Assurance)
COBIT Programa de Avaliação
Um ambiente colaborativo on-line, que é disponibilizado para apoiar o uso  do COBIT 5.

##### 1º Princípio: Atender às Necessidades das Partes Interessadas
Organizações existem para criar valor para suas Partes interessadas mantendo o equilíbrio entre a realização de benefícios e a otimização do risco e uso dos recursos. O COBIT 5 fornece todos os processos necessários e demais habilitadores para apoiar a criação de valor para a organização com o uso de TI. Como cada organização tem objetivos diferentes, o COBIT 5 pode ser personalizado de forma a adequá-lo ao seu próprio contexto por meio da cascata de objetivos, ou seja, traduzindo os objetivos corporativos em alto nível em objetivos de TI específicos e gerenciáveis, mapeando-os em práticas e processos específicos.

##### 2º Princípio: Cobrir a Organização de Ponta a Ponta
O COBIT 5 integra a governança corporativa de TI organização à governança corporativa.Cobre todas as funções e processos corporativos; O COBIT 5 não se concentra somente na ‘função de TI’, mas considera a tecnologia da informação e tecnologias relacionadas como ativos que devem ser tratados como qualquer outro ativo por todos na organização.Considera todos os habilitadores de governança e gestão de TI aplicáveis em toda a organização, de ponta a ponta, ou seja, incluindo tudo e todos - interna e externamente - que forem considerados relevantes para a governança e gestão das informações e de TI da organização.

##### 3º Princípio: Aplicar um Modelo Único Integrado
Há muitas normas e boas práticas relacionadas a TI, cada qual provê orientações para um conjunto específico de atividades de TI. O COBIT 5 se alinha a outros padrões e modelos importantes em um alto nível e, portanto, pode servir como o um modelo unificado para a governança e gestão de TI da organização.

##### 4º Princípio: Permitir uma Abordagem Holística
Governança e gestão eficiente e eficaz de TI da organização requer uma [4]abordagem holística, levando em conta seus diversos componentes interligados. O COBIT 5 define um conjunto de habilitadores para apoiar a implementação de um sistema abrangente de gestão e governança de TI da organização.Habilitadores são geralmente definidos como qualquer coisa que possa ajudar a atingir os objetivos corporativos. O modelo do COBIT 5 define sete categorias de habilitadores:
Princípios, Políticas e Modelos
Processos
Estruturas Organizacionais
Cultura, Ética e Comportamento
Informação
Serviços, Infraestrutura e Aplicativos
Pessoas, Habilidades e Competências

##### 5º Princípio: Distinguir a Governança da Gestão
O modelo do COBIT 5 faz uma clara distinção entre governança e gestão. Essas duas disciplinas compreendem diferentes tipos de atividades, exigem modelos organizacionais diferenciadas e servem a propósitos diferentes. A visão do COBIT 5 sobre esta importante distinção entre governança e gestão é:
Governança
A governança garante que as necessidades, condições e opções das Partes Interessadas sejam avaliadas a fim de determinar objetivos corporativos acordados e equilibrados; definindo a direção através de priorizações e tomadas de decisão; e
monitorando o desempenho e a conformidade com a direção e os objetivos estabelecidos.Na maioria das organizações, a governança geral é de responsabilidade do conselho de administração sob a liderança do presidente. Responsabilidades de governança específicas podem ser delegadas a modelos organizacionais especiais no nível adequado, especialmente em organizações complexas de grande porte.
Gestão
A gestão é responsável pelo planejamento, desenvolvimento, execução e monitoramento das atividades em consonância com a direção definida pelo órgão de governança a fim de atingir os objetivos corporativos. Na maioria das organizações, a gestão é de responsabilidade da diretoria executiva sob a liderança do diretor executivo(CEO).Juntos, esses cinco princípios permitem que a organização crie um modelo eficiente de governança e gestão otimizando os investimentos em tecnologia da informação e seu uso para o benefício das partes interessadas.